# Triangle Peak
Der Triangle Peak (englisch für Dreieckgipfel) ist ein rund 1200 m hoher und dreiseitiger Berg an der Danco-Küste des Grahamlands auf der Antarktischen Halbinsel. Er ragt südlich des Hauron Peak an der Westflanke des Suárez-Gletschers auf.
Polnische Wissenschaftler benannten ihn 1999 deskriptiv.